# Lyra Belacqua
Lyra Belacqua (/ˈlaɪrə bəˈlɑːkwə/) è la protagonista della trilogia fantasy Queste oscure materie scritta da Philip Pullman, il quale la chiamò in questo modo a causa di un equivoco giovanile, credendo che fosse l'autrice di una raccolta di inni da lui particolarmente amata: "Lyra Davidica", quando in realtà si trattava del titolo del libro (ovvero la lira di David). Il cognome del personaggio richiama invece un personaggio della Divina Commedia di Dante Alighieri, noto come Belacqua, che il poeta incontra nell'Antipurgatorio, e cioè in quella parte dell'universo dantesco al limite tra due mondi, quello terreno e quello celeste.

## Biografia del personaggio
All'inizio della trilogia Lyra viene descritta come un'undicenne coraggiosa e altruista, tanto perspicace quanto indisciplinata, che vive nella prestigiosa università Jordan College di Oxford, in un mondo parallelo simile al nostro. Nonostante sia tenuta in grande considerazione dal Maestro del College e sia considerata nipote del famoso e potente esploratore Lord Asriel (che scoprirà essere suo padre), preferisce bighellonare insieme ad altri monelli, in particolare con al suo migliore amico Roger Parslow e al suo daimon Pantalaimon, piuttosto che studiare.
Malgrado questo, è intelligente e particolarmente abile nel mentire, essendo in grado di inventare in poco tempo bugie complesse ma plausibili. Inizialmente ne approfitta per evitare punizioni o fare scherzi, ma col tempo usa questa capacità per uscire da situazioni difficili, come salvare la propria vita o quella degli altri. Riesce a raggirare Iofur Raknison, il re degli orsi corazzati (panserbjørne) del regno di Svalbard, nonostante Iorek Byrnison, le avesse assicurato che un orso non potrebbe mai essere ingannato da un essere umano; dopo che Lyra riesce nell'intento, Iorek la soprannomina con ammirazione "Lyra Linguargentina". Viene smascherata solo dalle arpie quando entra nel mondo della morte.
Nel corso de La bussola d'oro, Lyra impara ad utilizzare l'aletiometro (uno strumento che rivela la verità attraverso complicati simboli) senza studiare i libri che insegnano come leggerne le indicazioni, e basandosi soltanto sul proprio eccezionale intuito. Le streghe del suo mondo hanno riconosciuto in lei il soggetto di un'antica profezia: Lyra, come Eva all'inizio dei tempi, verrà tentata, e dalle sue decisioni dipenderà il futuro di tutti i mondi esistenti. Nei libri successivi (La lama sottile e Il cannocchiale d'ambra), insieme all'amico Will Parry, si troverà coinvolta in molte avventure e subirà un processo di maturazione che la porterà alla fine della trilogia a diventare più pacata, volenterosa nello studio e molto più riservata.

## Caratterizzazione

### Pantalaimon
Pantalaimon è il daimon di Lyra Belacqua, spesso chiamato semplicemente Pan: è la manifestazione fisica della sua anima e, come tutti i daimon dei bambini, può assumere a piacimento la forma di qualsiasi animale. È rappresentato con un carattere cauto e equilibrato rispetto a quello impulsivo, curioso e talvolta sconsiderato di Lyra. Il suo nome deriva da quello di san Pantaleone, che in greco antico significa "misericordioso".
Nell'ultimo romanzo della trilogia, Il cannocchiale d'ambra, Lyra deve separarsi da Pantalaimon prima di entrare nel mondo della morte, causando un fortissimo dolore fisico a entrambi; in seguito si nasconde da lei a causa della tristezza per il momentaneo abbandono e volendole causare rimpianto. Tuttavia, scoprono di aver acquisito un dono che solo le streghe e gli sciamani possiedono, ovvero quello di separarsi per lunghe distanze dai propri daimon senza provare alcuna sofferenza. Mentre Lyra entra nell'età adulta, Pantalaimon assume la sua forma definitiva quando viene toccato da Will Parry, diventando un bellissimo esemplare di martora dal manto rosso dorato.

## Altri media
Nel film La bussola d'oro Lyra è interpretata da Dakota Blue Richards, mentre nella serie televisiva His Dark Materials - Queste oscure materie ha il volto di Dafne Keen.